# Nicolás Valentini
Nicolás Valentini (Junín, 6 de abril de 2001) es un futbolista argentino que se desempeña como defensor central en el Hellas Verona F. C. de la Serie A.

## Trayectoria

### Boca Juniors
Empezó jugando en River de Junín, en su ciudad natal, para luego pasar a formar parte del Club Atlético Sarmiento. En noviembre de 2015 arribó a las inferiores de Boca Juniors de la mano de los captadores Diego Mazzilli y Horacio García para participar de los selectivos del Área de Captación del club. En febrero de 2016 se concretó el fichaje. En 2020 firmó su primer contrato profesional con el club.
El 8 de mayo de 2021 se produjo su debut profesional en un partido correspondiente a la fecha 13 de la Copa de la Liga Profesional frente a Patronato en una derrota por 1-0.

#### Préstamo a Aldosivi
En enero de 2022, fue dado a préstamo por un año al Club Atlético Aldosivi dirigido entonces por Martín Palermo, donde rápidamente se afianzó como central titular. Disputó 39 partidos y anotó un tanto, a Boca Juniors en La Bombonera.

### Regreso a Boca Juniors
El 1 de marzo de 2023 obtuvo su primer título como futbolista, la Supercopa Argentina 2022, en la que Boca venció 3-0 a Patronato. El 29 de julio de ese mismo año marcó su primer gol en Boca, frente a Independiente, definiendo de cabeza y marcando el 2-0 final. Fue titular en las instancias finales de la Copa Libertadores 2023 y jugó toda la final del torneo frente a Fluminense, que Boca perdió por 1-2.El 10 de marzo de 2024, marcó su segundo gol en Boca, fue de cabeza y sentenció el 4-2 final frente a Racing Club en la Copa de la Liga.

## Selección nacional
El 5 de marzo de 2024, Valentini fue convocado por Lionel Scaloni a la selección de fútbol de Argentina para disputar los encuentros amistosos de ese mes frente a El Salvador y Costa Rica. Fue la incorporación más tarde de ese mes debido a que su convocación fue por la lesión de Marcos Senesi.

## Estadísticas

### Clubes
- Actualizado al último partido jugado el 25 de mayo de 2025.

| Club                         | Div.          | Temporada     | Liga  | Liga  | Liga   | Copas nacionales | Copas nacionales | Copas nacionales | Copas internacionales | Copas internacionales | Copas internacionales | Total | Total | Total  | Media goleadora |
| Club                         | Div.          | Temporada     | Part. | Goles | Asist. | Part.            | Goles            | Asist.           | Part.                 | Goles                 | Asist.                | Part. | Goles | Asist. | Media goleadora |
| ---------------------------- | ------------- | ------------- | ----- | ----- | ------ | ---------------- | ---------------- | ---------------- | --------------------- | --------------------- | --------------------- | ----- | ----- | ------ | --------------- |
| C. A. Boca Juniors Argentina | 1.ª           |               |       |       |        |                  |                  |                  |                       |                       |                       |       |       |        |                 |
| C. A. Boca Juniors Argentina | 1.ª           | 2021          | —     | —     | —      | 1                | 0                | 0                | —                     | —                     | —                     | 1     | 0     | 0      | 0               |
| C. A. Boca Juniors Argentina | 1.ª           | 2023          | 15    | 1     | 0      | 11               | 0                | 0                | 11                    | 0                     | 0                     | 37    | 1     | 0      | 0.03            |
| C. A. Boca Juniors Argentina | 1.ª           | 2024          | —     | —     | —      | 7                | 1                | 0                | 2                     | 0                     | 0                     | 9     | 1     | 0      | 0.11            |
| C. A. Boca Juniors Argentina | Total club    | Total club    | 15    | 1     | 0      | 19               | 1                | 0                | 13                    | 0                     | 0                     | 47    | 2     | 0      | 0.04            |
| C. A. Aldosivi Argentina     | 1.ª           |               |       |       |        |                  |                  |                  |                       |                       |                       |       |       |        |                 |
| C. A. Aldosivi Argentina     | 1.ª           | 2022          | 25    | 1     | 0      | 14               | 0                | 0                | —                     | —                     | —                     | 39    | 1     | 0      | 0.03            |
| C. A. Aldosivi Argentina     | Total club    | Total club    | 25    | 1     | 0      | 14               | 0                | 0                | 0                     | 0                     | 0                     | 39    | 1     | 0      | 0.03            |
| Hellas Verona F. C. · Italia | 1.ª           |               |       |       |        |                  |                  |                  |                       |                       |                       |       |       |        |                 |
| Hellas Verona F. C. · Italia | 1.ª           | 2024-25       | 14    | 0     | 0      | —                | —                | —                | —                     | —                     | —                     | 14    | 0     | 0      | 0               |
| Hellas Verona F. C. · Italia | Total club    | Total club    | 14    | 0     | 0      | 0                | 0                | 0                | 0                     | 0                     | 0                     | 14    | 0     | 0      | 0               |
| Total carrera                | Total carrera | Total carrera | 54    | 2     | 0      | 33               | 1                | 0                | 13                    | 0                     | 0                     | 100   | 3     | 0      | 0.03            |
| 1. 2. 3.                     |               |               |       |       |        |                  |                  |                  |                       |                       |                       |       |       |        |                 |

## Palmarés

### Campeonatos nacionales
| Título              | Equipo             | Sede      | Año  |
| ------------------- | ------------------ | --------- | ---- |
| Supercopa Argentina | C. A. Boca Juniors | Argentina | 2022 |